# Karangtengah (Kadungora)
Karangtengah is een bestuurslaag in het regentschap Garut van de provincie West-Java, Indonesië. Karangtengah telt 6425 inwoners (volkstelling 2010).